# Лорел Ран (Пенсилванија)
Лорел Ран (енгл. Laurel Run) град је у америчкој савезној држави Пенсилванија.

## Демографија
По попису из 2010. године број становника је 500, што је 223 (-30,8%) становника мање него 2000. године.
| Група             | 2000.       | 2010.       |
| Белци             | 717 (99,2%) | 491 (98,2%) |
| Афроамериканци    | 2 (0,3%)    | 1 (0,2%)    |
| Азијати           | 0 (0,0%)    | 2 (0,4%)    |
| Хиспаноамериканци | 2 (0,3%)    | 4 (0,8%)    |
| Укупно            | 723         | 500         |